# Duncanville (Teksas)
Duncanville je grad u američkoj saveznoj državi Teksas. Prema popisu stanovništva iz 2010. u njemu je živjelo 38.524 stanovnika.